# Возможные миры (фильм)
«Возможные миры» (англ. Possible Worlds) — арт-хаусный фильм 2000 г. Робера Лепажа с Тильдой Суинтон в главной роли

## Сюжет
Идея сценария родилась из результатов недавних исследований больных эпилепсией, показавших, что два полушария мозга работают совершенно независимо друг от друга. Полицейские находят труп мужчины, у которого похищен мозг. Злоумышленники, проникая в этот самый мозг, обнаруживают, что в своем сознании мужчина жил в четырёх параллельных мирах, где он сам оставался неизменен, а его возлюбленная, внешне оставаясь одинаковой, представляла собой четырёх совершенно не похожих и не подозревающих о существовании друг друга женщин.

## В главных ролях
| Актер           | Роль             |
| --------------- | ---------------- |
| Тильда Суинтон  | Джойс            |
| Том МакКэмус    | Джорж Барбер     |
| Шон МакКэнн     | Инспектор Беркей |
| Габриэль Гаскон | Клэбер / Доктор  |